# NGC 5038
NGC 5038 ist eine 13,5 mag helle Linsenförmige Galaxie vom Hubble-Typ S0 mit aktivem Galaxienkern im Sternbild Jungfrau auf der Ekliptik. Sie ist schätzungsweise 94 Millionen Lichtjahre von der Milchstraße entfernt und hat einen Durchmesser von etwa 45.000 Lichtjahren.
Im selben Himmelsareal befinden sich u. a. die Galaxien NGC 5031, NGC 5044, NGC 5046, NGC 5049.
Die Typ-I-Supernova SN 2008cd wurde hier beobachtet.
Das Objekt wurde am 28. Mai 1881 vom US-amerikanischen Astronomen Edward Singleton Holden entdeckt.